# Feckinger Bach
Der Feckinger Bach ist ein fast 16 Kilometer langer Zufluss der Donau im Landkreis Kelheim, Bayern, Deutschland.

## Geographie

### Verlauf
Der Bach entspringt beim Ortsteil Hellring des Marktes Langquaid auf etwa 397 m ü. NHNN. Von dort an verläuft der Feckinger Bach in westlicher Richtung über Schneidhart nach Hausen. Weiter geht es in nordwestlicher Richtung über Sippenau und ein Naturschutzgebiet zum Zufluss des Esperbaches bei Oberfecking. Der Feckinger Bach fließt weiter durch die namensgebenden Ortschaften Mitterfecking und Peterfecking und erreicht schließlich Saal, wo er die Donau speist.
Entlang des Feckinger Baches verläuft von Hellring bis Schneidhart die Kreisstraße KEH 26, von Hausen bis Saal die Kreisstraße KEH 10.

### Zuflüsse
Liste direkter Zuflüsse von der Quelle zur Mündung. Mit Gewässerlänge, Einzugsgebiet und Höhe. Andere Quellen für die Angaben sind vermerkt.
Auswahl.
- Birnbach, von rechts und Nordosten auf etwa 368 m ü. NHN kurz vor Saladorf, 1,4 km und 3,4 km²
- (Auengraben), von rechts und Osten auf etwa 366 m ü. NHN nach Saladorf und gegenüber der untersten Siedlungsspitze von Hausen, 1,1 km und 1,5 km²
- Etzgraben, von links und Südosten auf etwa 365 m ü. NHN an der Kläranlage nach Hausen, 4,1 km und 5,0 km²
- Esperbach, von links und Südosten auf etwa 354 m ü. NHN bei Mitterfecking, 7,4 km und 25,6 km²
- (Auengraben), von rechts und Südosten auf etwa 352 m ü. NHN nahe der Brückenstraße von Mitterfecking, unter 0,4 km und 0,3 km²
- (Zufluss), von links und Westsüdwesten auf etwa 340 m ü. NHN aus Untersaal kurz vor der Mündung, 0,2 km und unter 0,1 km²